# 남서부 전선군 (소련)
남서부 전선군은 제1차 세계 대전 기간 러시아 제국군, 적백내전 기간 러시아 소비에트 연방 사회주의 공화국 육군, 제2차 세계 대전 기간 붉은 군대의 전선군이다.
이 문서는 제2차 세계 대전 기간 붉은 군대의 남서부 전선군에 대해 설명한다. 붉은 군대는 1941년 6월 22일 키예프 특별 군사 지구를 창설했다. 1941년 6월 이 전선군이 맡은 지역은 프리피야티강과 프루트강의 올로다와 마을부터 루마니아 국경의 리프카니까지 길이가 865 km에 이르렀다. 이 전선군은 리투아니아 국경까지 있는 서부 전선군, 흑해와 오데사까지 이어져 있는 남부 전선군까지 이어져 있었다.

## 지휘관
- Colonel General 미하일 키르포노스 (1941년 6월 ~ 9월, KIA)
- Marshal 세묜 티모셴코 (1941년 9월 ~ 12월, 1942년 4월 ~ 7월)
- Lieutenant General F. 라 코셴코 (1941년 12월 ~ 1942년 4월)
- 니콜라이 바투틴 [1942년 10월 Colonel General로 진급] (1942년 10월 ~ 1943년 3월)
- 로디온 말리놉스키 (1943년 3월 ~ 10월)

## 추가 자료
- Boevoi Sostav Sovietskoi Armii Czast I 1941 goda juni–dekabr 1941 Moskva 1966
- Solonin, Mark, 22 June 1941 Bocka i obruci czili Kogda naczalas Vielikaja Oteczestvennaja vojna 2004
- Erickson, John, The Road to Stalingrad, Cassell Military Paperback, 2003
- Fugate, Bryan & Dvoriecki, Lev, Thunder on the Dnepr Presidio Press